# Simon Kuznets
Simon Kuznets (n. 30 aprilie 1901, Pinsk, Imperiul Rus – d. 8 iulie 1985, Cambridge, Massachusetts, SUA) a fost un economist evreu-american din Belarus. El a fost premiat cu Premiul Nobel pentru Economie în 1971 pentru interpretarea sa empirică a creșterii economice care a îmbunătățit înțelegerea structurilor socio-economice și a dezvoltării economice. Kuznets s-a născut în orașul bielorus Pinsk, pe atunci în Imperiul Rus Rusia, dar s-a mutat în Statele Unite ale Americii în 1922, unde a studiat la Universitatea Columbia. Cea mai importantă carte a lui Kuznets a fost Venitul național și compoziția sa, 1919-1938, publicată în 1941.

## Munca sa și impactul acesteia asupra economiei
Lui Kuznets i se atribuie meritul de a fi revoluționat abordarea econometriei, iar munca sa a fost motorul revoluției keynesiene. Cartea cea mai importantă a acestuia este National Income and Its Composition, 1919–1938. Publicată în 1941 este una dintre cele mai semnificative lucrări despre produsul național brut. Lucrările sa despre ciclul afacerii și aspecte legate de dezechilibrul creșterii economice au ajutat la dezvoltarea domeniului economiei dezvoltării. El a studiat, de asemenea și inegalitatea în decursul timpului, iar rezultatele sale au condus la așa-numita curbă a lui Kuznets.